# Петер Ач (зоолог)
Петер Ач (26 березня 1943 Ужгород) — словацький зоолог, етолог, публіцист і фотограф, який спеціалізується на підводній фотографії. Брав участь у кількох водолазних експедиціях. Автор монографій «Дунай — ріка життя» (1977) та «Таємне життя риб» (2003).